# Gabriela Mistral
Pour les articles homonymes, voir Mistral.
Lucila de María del Perpetuo Socorro Godoy Alcayaga, dite Gabriela Mistral, née le 7 avril 1889 à Vicuña, dans la région de Coquimbo (Chili), et morte le 10 janvier 1957 à New York, est une enseignante, diplomate, féministe et poétesse chilienne, dont l'œuvre est couronné par le prix Nobel de littérature en 1945. Elle est considérée comme l'une des grandes voix de la poésie chilienne (avec Pablo Neruda, Pablo de Rokha et Vicente Huidobro).

## Biographie

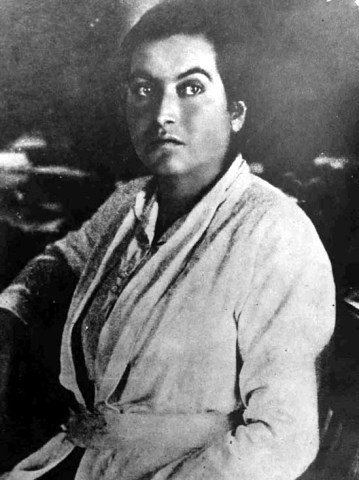
Gabriela Mistral jeune.

Gabriela Mistral est née à Vicuña en 1889, dans la vallée de l'Elqui, au nord du Chili. Alors qu'elle n'est âgée que de trois ans, son père, un instituteur, abandonne sa famille,, la réduisant ainsi à une vie pauvre et difficile. L'enfant fréquente cependant l'école primaire (avec des interruptions), puis termine son secondaire, avant de gagner sa vie comme aide-institutrice dès l'âge de quatorze ans.
En 1904, elle commence à travailler en tant qu'enseignante assistante dans une école de La Serena) et à envoyer des contributions au journal local El Coquimbo de La Serena. L'année suivante, elle continue à écrire dans ce journal et dans La Voz de Elqui, à Vicuña, ayant comme thème, notamment, l'éducation des femmes. À partir de 1908, elle est enseignante à La Cantera, puis à Los Cerrillos, sur la route d'Ovalle. Elle n'a pas étudié pour devenir enseignante, n'ayant pas eu les ressources suffisantes et ses premières publications  dans des journaux n'ayant pas plu, mais elle a pu faire valider ses connaissances et accéder ainsi à cette fonction, le pays manquant à l'époque d'instituteur en zone rurale.
Enseigner dans les bonnes écoles et gagner un salaire plus important restaient cependant difficile à une jeune femme sans connexions politiques ou appartenance à une classe sociale élevée. En 1907, on lui refusa un poste dans une bonne école. Gabriela Mistral identifia plus tard l'obstacle à son embauche : le père Ignacio Munizaga, au courant de ses publications dans les journaux locaux et de ses discours en faveur de la libéralisation de l'éducation et d'un meilleur accès à l'éducation pour toutes les classes sociales, avait manœuvré en sa défaveur.
À cette époque, elle rencontre Romelio Ureta, un employé des chemins de fer, qui se suicide en 1909. Ce drame la marque profondément. Son existence au quotidien est cependant enrichie par de très nombreuses amitiés, masculines et féminines, qu'elle cultive grâce à une très active correspondance.
Si elle a publié dès 1908 de premiers poèmes dans des journaux locaux, la première reconnaissance littéraire de la carrière de la jeune poétesse survient en décembre 1914 quand elle remporte, à Santiago, le prix Juegos Florales avec son recueil Sonetos de la Muerte (Sonnets de la Mort) écrit en 1909,. Elle adopte alors le pseudonyme de Gabriela Mistral, composé à partir des noms de ses deux poètes favoris, Gabriele D'Annunzio et Frédéric Mistral.
En  fréquentant la bibliothèque de La Serena, elle avait en effet  découvert, en 1904, alors qu'elle n'avait que 15 ans, l’œuvre en occitan de Frédéric Mistral, sans doute grâce à la traduction en espagnol publiée cette même année chez Montaner y Simón Editores. Fascinée par l’écriture du poète provençal, elle crée, en 1919, en compagnie du poète Julio Munizaga Ossandón à Magallanes, la revue féminine Mireya, dont le titre est un hommage au poème mistralien Mirèio. Quelques années plus tard, elle se rend à plusieurs reprises dans le Midi de la France (entre autres, Marseille en 1926, Bédarrides, dans la Villa Saint-Louis, en 1928, Nice en 1932) ; là, elle entre en contact avec les paysages provençaux, découverts lors de ses lectures de Frédéric Mistral. Dans les poèmes Agua et La medianoche du recueil Tala (Essart), elle évoque ce séjour, mentionnant les « murs d’Arles », les cigales  et  le Rhône.
En 1922, elle est invitée par le Ministère de l'Éducation du Mexique pour mettre en place un système de bibliothèques et d'écoles dans le cadre de la nouvelle politique d'éducation du Parti Révolutionnaire mexicain,. Elle publie en cette même année 1922, son recueil Desolación qu'elle fait publier à New York. L'année suivante, en 1923, elle publie Lecturas para Mujeres (Lectures pour Femmes), un texte en prose et en vers qui célèbre la maternité, l'éducation des enfants et l'amour de la patrie.
De retour dans son pays, elle obtient le titre académique de professeur d'espagnol à l'Université du Chili. Puis, confirmant son statut international, elle fait des lectures et des conférences aux États-Unis et en Europe. Elle publie à Madrid Ternura (Tendresse) en 1924, un recueil de comptines et de rondes destiné aux enfants mais qui est aussi un hymne au corps maternel des femmes.
L'année suivante, elle parcourt l'Amérique Latine - Brésil, Uruguay et Argentine - avant de rentrer au Chili où elle abandonne ses fonctions de professeur. Dans la deuxième partie des années 1920 et la première partie des années 1930, jusqu'en 1935, elle vit ensuite essentiellement en Europe - en France et en Italie - en participant à des actions pour la coopération intellectuelle de la Société des Nations et en intervenant dans différentes universités.
Comme beaucoup d'artistes ou d'écrivains sud-américains, elle devient ensuite, jusqu'à sa mort consul du Chili, dans de nombreux pays comme les États-Unis, la France, l'Italie et l'Espagne. C'est d'ailleurs à Madrid qu'elle côtoie le poète chilien Pablo Neruda, lui aussi futur Prix Nobel de littérature, dont elle fait reconnaître la valeur. Elle écrit durant cette période des centaines d'articles pour les journaux et les magazines hispanophones du monde entier.
Sa mère, Petronila Alcayaga, meurt en 1929. Gabriela lui dédie la première partie de son livre, Tala (Essart), paru en 1938.
Tala (Essart) est publié à Buenos Aires avec l'aide de son amie de longue date et correspondante Victoria Ocampo. Les bénéfices des ventes permettent de venir en aide aux orphelins provoqués par la guerre civile espagnole. Le recueil comporte de nombreux poèmes qui évoquent les traditions et le folklore des peuples sud-américains et méditerranéens : Gabriela Mistral conduit une réflexion forte sur son identité et sur ses racines multiples, à la fois basques et indiennes, en se définissant comme « una india vasca ».
Elle s'engage en faveur des droits des femmes, des enfants et des indigènes. D'après l'historien Jaime Petit-Brehuil, auteur d'une thèse sur les engagements politiques de Gabriela Mistral, la poétesse « avait une pensée politique centrée principalement sur trois concepts. Un: elle était anti-oligarchique; c'est-à-dire qu'elle était contre l'élite, tant au Chili qu'en Amérique latine, qui contrôle le pouvoir. Deux: elle était anti-impérialiste, elle s'opposait à la domination de l’Amérique latine par les États-Unis dans la première moitié du XXe siècle. Et trois: émancipatrice, puisqu'à travers l'éducation et la politique elle proposait l'émancipation de deux groupes : les femmes, qui se battaient pour le droit de vote, et les paysans, puisque la grande majorité de la population chilienne et d'Amérique latine était paysanne ». Elle se tient cependant éloignée des partis politiques. Sous la Seconde République espagnole, elle participe à quatre réalisations féministes d'avant-guerre : le Cercle saphique, le Lyceum Club Femenino et la Residencia de Señoritas de Madrid, ainsi que la Residència Internacional de Senyoretes Estudiants de Barcelone.
En août 1943 survient le suicide de son neveu et fils adoptif de dix-sept ans : la douleur de cette disparition sera l'un des thèmes de Lagar (Pressoir), le dernier ouvrage publié de son vivant, en 1954, dans lequel Gabriela Mistral réagit aussi aux tensions de la Seconde Guerre Mondiale. Un ultime recueil, édité en 1967, après sa mort, par son amie Doris Dana, et intitulé Poema de Chile, évoque le retour au Chili de la poétesse morte en compagnie d'un être hybride, un Indien du désert d'Atacama qui est en même temps un huemul, un cervidé andin.
En novembre 1945, le Prix Nobel de Littérature lui est décerné : elle est le premier écrivain d'Amérique latine à le recevoir, le 10 décembre 1945. Elle reçoit également, en 1947, le titre de doctor honoris causa du Mills College d'Oakland, en Californie, avant d'être couronnée en 1951 par le Prix national de Littérature.
Il existe une stèle en son honneur dans le jardin de la Dar Sebastian, villa construite par un aristocrate roumain à Hammamet en Tunisie.
D'une santé fragile, aggravée par ses nombreux voyages, elle passe les dernières années de sa vie à Hempstead, dans l'État de New York, où elle meurt d'un cancer en janvier 1957, à l'âge de 67 ans. Sa dépouille est ramenée au Chili dix jours plus tard et le gouvernement chilien décrète trois jours de deuil national tandis que des centaines de milliers de Chiliens saluent leur poétesse en assistant à ses funérailles.

## Regards sur l'œuvre
Les thèmes qui animent l'œuvre de Gabriela Mistral sont variés et marqués par une grande humanité et aussi, souvent, une profonde tristesse. Aux sujets lyriques comme l'amour du pays natal (les paysages andins) et la nostalgie, la maternité et l'enfant (bien qu'elle n'ait jamais été mariée ni mère), ou encore l'amour et la mort, s'ajoute une préoccupation constante pour les humbles. La place faite à ses racines indiennes contribue encore à la force d'une œuvre marquante et personnelle. Formellement, sa poésie fuit l'emphase et est faite de simplicité,.
Premier écrivain d'Amérique latine à obtenir le Prix Nobel de Littérature (en 1945), Gabriela Mistral jouit d'un grand prestige dans son pays, à l'égal peut-être de Pablo Neruda, autre poète chilien couronné en 1971. Elle est également très estimée dans le monde hispanophone et aussi aux États-Unis. Elle est moins connue en France où ses œuvres ont été peu publiées, mises à part les traductions de Roger Caillois en 1945 et de Claude Couffon en 1989. Une récente traduction de son recueil Tala (Essart) permet aux lecteurs français de lire pour la première fois un recueil complet de Gabriela Mistral (Gabriela Mistral, Essart, traduit et présenté par Irène Gayraud, Éditions Unes, 2021).
Elle a traité de la condition des femmes en Amérique latine, notamment en 1923 dans Lecturas para Mujeres, évoquant dans ses poèmes, la vie quotidienne des chiliennes les plus modestes, et la maternité.
Elle est la première femme poète à avoir obtenu le Prix Nobel de littérature. Les autres femmes « nobélisées » avant elle sont des romancières : Selma Lagerlöf en 1909, Grazia Deledda en 1926, Sigrid Undset en 1928 et Pearl Buck en 1938. Après elle : Nelly Sachs (deuxième femme poète nobélisée) en 1966, Nadine Gordimer en 1991, Toni Morrison en 1993, Wisława Szymborska (troisième femme poète nobélisée) en 1996, Elfriede Jelinek en 2004, Doris Lessing en 2007, Herta Müller en 2009, Alice Munro en 2013, Svetlana Alexievitch en 2015, Olga Tokarczuk en 2018, Louise Glück (quatrième femme poète nobélisée) en 2020 et Annie Ernaux en 2022.

## Œuvres

### Recueils de poésie originaux
- Sonetos de la muerte (1914)
- Desolación (1922)
- Lecturas para mujeres (1923)
- Ternura (1924)
- Nubes blancas y breve descripción de Chile (1934)
- Tala (1938)
- Antología (1941)
- Lagar (1954)
- Recados contando a Chile (1957)
- Poema de Chile (1967, publication posthume)

### Publications en français de ses œuvres
- Poèmes choisis, traduit par Mathilde Pomès, extraits de Desolación et de Tala, Paris, Stock, 1946 - Préface de Paul Valéry
- Poèmes, traduit par Roger Caillois, édition bilingue, extraits des recueils Ternura et Tala, Paris, Gallimard, coll. « Du monde entier », 1946
- Recados et autres poèmes, traduit par Francesca Prat i Barri, édition bilingue, Paris, Magraner, 1948
- D'amour et de désolation, poèmes traduits, choisis et présentés par Claude Couffon, édition bilingue, Paris, Éditions de la Différence, coll. « Orphée » no 20, 1989  (ISBN 2-7291-0397-X)
- Poèmes choisis, Paris : Presses du Compagnonnage, coll. « Guilde des bibliophiles. Collection des prix Nobel de littérature », 1963 ; réédition, Paris, Rombaldi, coll. « Collection des prix Nobel de littérature », 1968
- Gabriela Mistral. De désolation en tendresse (Anthologie de poésie et prose), trad. en français par Laëtitia Boussard et Benoît Santini, Éditions Caractères, collection Planètes, février 2018, 249 p.  (ISBN 978-2-85446-599-0)
- Essart, traduit et présenté par Irène Gayraud, Éditions Unes, 2021.
- Pressoir, traduit et présenté par Irène Gayraud, Éditions Unes, 2023.

## Dans la culture
- Amado, apresura el paso (es), album d'Ángel Parra, 1995.

## Hommage
Depuis 1976, un cratère de 102 km de la planète Mercure est nommé en son honneur par l'UAI.